# Hunky Dory
《Hunky Dory》는 영국의 록 뮤지션 데이비드 보위의 네 번째 정규 음반이다. 1971년 12월 17일 RCA 레코드를 통해 발표되었다. RCA를 통해 처음으로 발표한 그의 작품으로 이후 10년간 이 레이블을 통해 그의 작품이 나온다. 올뮤직의 스티븐 토마스 얼와인은 《Hunky Dory》에 대해 "오로지 보위의 센스로만 뭉칠 수 있는 팝 스타일의 변화무쌍한 배열. 밀려들어오면서도 높고 낮은 예술의 웅장한 멜랑주, 애매한 성별, 키치적이며 세련되었다."고 분석했다.
음반은 발표 당시에도 극찬을 받았으며 보위의 가장 훌륭한 작품으로 손꼽히고 있다. 2010년 1월 《타임》이 선정한 "역사상 가장 훌륭한 음반 100장"에 들어갔으며 저널리스트 조쉬 타이랑겔은 보위의 "지구에 묶여있는 그의 야망이 보헤미안적인 시와 함께 풍부한 스타일이 되었다"며 호평했다. 음반 커버 스타일은 조지 언더우드가 디자인했는데, 보위가 사진 찍을 때 가져간 마를레네 디트리히의 사진집에 영향을 받았다.
토니 비스콘티를 교체하여 베이스 주자 트레버 보더가 투입된 《Hunky Dory》는 이듬해 지기 스타더스트의 스파이더스 프롬 마스로 알려지게 될 밴드 멤버가 처음으로 모두 모여 작업한 음반이다. 또한 비스콘티의 자리였던 프로듀서를 보위와 지기 스타더스트 작업에도 공헌하게 될 켄 스콧이 맡게 되었다. 음반의 슬리브를 보면 "Produced by Ken Scott (assisted by the actor)"이라고 기재되어 있는데, 여기서 "actor"란 보위를 말하는 것이다.
| 전문가 평가                       | 전문가 평가 |
| 평가 점수                         | 평가 점수   |
| 출처                              | 점수        |
| --------------------------------- | ----------- |
| 올뮤직                            | [ 1 ]       |
| 《블렌더》                        | [ 6 ]       |
| 《시카고 트리뷴》                 | [ 7 ]       |
| 《대중음악의 백과사전》           | [ 8 ]       |
| 피치포크                          | 10/10       |
| 《롤링 스톤》                     | [ 10 ]      |
| 《롤링 스톤 앨범 가이드》         | [ 11 ]      |
| 《스핀》                          | [ 12 ]      |
| 《스핀 얼터너티브 레코드 가이드》 | 9/10        |
| 《빌리지 보이스》                 | A−          |

## 곡 목록
전체 작사·작곡: 특별한 표기가 없는 한 데이비드 보위
| #  | 제목                      | 재생 시간 |
| -- | ------------------------- | --------- |
| 1. | 〈Changes〉               | 3:37      |
| 2. | 〈Oh! You Pretty Things〉 | 3:12      |
| 3. | 〈Eight Line Poem〉       | 2:55      |
| 4. | 〈Life on Mars?〉         | 3:53      |
| 5. | 〈Kooks〉                 | 2:53      |
| 6. | 〈Quicksand〉             | 5:08      |

| #   | 제목                                         | 재생 시간 |
| --- | -------------------------------------------- | --------- |
| 7.  | 〈Fill Your Heart〉 (비프 로즈, 폴 윌리엄스) | 3:07      |
| 8.  | 〈Andy Warhol〉                              | 3:56      |
| 9.  | 〈Song for Bob Dylan〉                       | 4:12      |
| 10. | 〈Queen Bitch〉                              | 3:18      |
| 11. | 〈The Bewlay Brothers〉                      | 5:22      |

### 보너스 트랙 (1990 Rykodisc)
| #   | 제목 | 재생 시간 |
| --- | --- | --------- |
| 12. | 〈Bombers〉 (1971년 녹음되어 1990년 믹싱한 미공개 트랙) | 2:38      |
| 13. | 〈The Supermen〉 (1971년 11월 12일 《The Rise and Fall of Ziggy Stardust and the Spiders from Mars》 세션 도중 녹음한 버전. 1971년 글래스톤베리 페스티벌에서 보위가 연주한 버전이 1972년 7월 음반 《Revelations – A Musical Anthology for Glastonbury Fayre》에 실려나온 바 있음.) | 2:41      |
| 14. | 〈Quicksand〉 (1971년 녹음되어 1990년 믹싱한 데모 버전) | 4:43      |
| 15. | 〈The Bewlay Brothers〉 (다른 믹스) | 5:19      |

## CD 발표
1980년 컴팩트 디스크로 발매된 뒤 Rykodisc/EMI에 의해 1990년 추가 트랙을 수록한 CD 포맷으로 재판되었다. 1999년 Virgin/EMI (7243 521899 0 8)에 의해 24비트 디지털 리마스터를 거쳐 추가 트랙 없이 재발매되었다. 이 판본은 2014년 버진 소유의 보위 노래 판권을 획득한 워너 뮤직 그룹에 의해 재발매된다.
2015년 《Five Years 1969–1973》 박스 세트에 리마스터 버전이 수록되었다. 이는 모음, 낱개로 CD, 비닐, 디지털 포맷으로 발표되었다.

## 참여 인원
- 데이비드 보위 – 보컬, 기타, 알토 및 테너 색소폰, 〈Oh! You Pretty Things〉, 〈Eight Line Poem〉, 〈The Bewlay Brothers〉의 피아노 (〈Oh! You Pretty Things〉는 릭 웨이크먼과 함께함[20][21])
- 믹 론슨 – 기타, 보컬, 멜로트론, 편곡
- 트레버 보더 – 베이스 기타, 트럼펫
- 믹 우드맨시 – 드럼
- 릭 웨이크먼 – 피아노, 건반

제작
- 켄 스콧 – 프로듀서, 녹음 엔지니어, 믹싱 엔지니어
- 데이비드 보위 – 프로듀서
- 토니 마운틴 박사 – 리마스터링 엔지니어 (Rykodisc 버전을 위해)
- 요나단 와이너 – 보조 리마스터링 엔지니어 (Rykodisc 버전을 위해)
- 피터 뮤 – 리마스터링 엔지니어 (fEMI 버전을 위해)
- 나이젤 리브 – 보조 리마스터링엔지니어 (EMI 버전을 위해)
- 조지 언더우드 – 커버 아트

## 차트
음반
| 연도 | 차트               | 최고 순위 |
| ---- | ------------------ | --------- |
| 1972 | 영국 음반 차트     | 3         |
| 1972 | 노르웨이 음반 차트 | 33        |
| 1972 | 호주 음반 차트     | 39        |
| 2016 | 뉴질랜드 음반 차트 | 30        |
| 2016 | 미국 빌보드 200    | 57        |

싱글
| 연도 | 싱글              | 차트           | 최고 순위 |
| ---- | ----------------- | -------------- | --------- |
| 1972 | 〈Changes〉       | 빌보드 핫 100  | 66        |
| 1973 | 〈Life on Mars?〉 | 영국 싱글 차트 | 3         |
| 1975 | 〈Changes〉       | 빌보드 팝 싱글 | 41        |

## 판매량
| 기구       | 인정     | 일자            |
| ---------- | -------- | --------------- |
| BPI – 영국 | 골드     | 1982년 1월 25일 |
| BPI – 영국 | 플래티넘 | 1982년 1월 25일 |